# Ludvík Klega
Ludvík Klega (22. ledna 1888 Hrabůvka – 9. ledna 1933 Vítkovice) byl československý legionář v Rusku, lékař a čelný představitel Československé obce legionářské, Sokola a českého spolkového života na meziválečném Ostravsku.

## Život
Ludvík Klega se narodil 22. ledna 1888 do rodiny sedláka a starosty v Hrabůvce (dnes místní část Městského obvodu Ostrava-Jih), obci v sousedství průmyslových Vítkovic (dnes městský obvod Ostravy). V dětství přišel kvůli nemocem o otce a tři sourozence, což jej později vedlo k volbě povolání lékaře. Již během gymnaziálních studií v Moravské Ostravě a posléze i na lékařské fakultě v Praze se Klega zapojoval do iniciativ, jejichž cílem bylo sociální, zdravotní a kulturní povznesení jeho rodného kraje.
Prodchnut sokolskými ideály a vlastenectvím, přihlásil se roku 1912 do lékařské mise na pomoc balkánským Slovanům v boji s tureckou nadvládou. Působil v Bělehradě a později také v černohorském Cetinje. Tím si vysloužil nedocenitelné zkušenosti, ale také pozornost rakouských policejních úřadů.
Po vypuknutí první světové války proto musel s nálepkou politické nespolehlivosti odejít na bojiště nikoli coby lékař, ale jako prostý pěšák. Brzy v sanitních patrolách zakusil hrůzy frontového boje i vyčerpávající pochody během ústupů před útočící ruskou armádou. Teprve po intervencích rodiny byl ustanoven vojenským lékařem a na jaře roku 1915 mohl při přehlídce pluku pohovořit s arcivévodou Karlem, který se živě zajímal o jeho pobyt na Balkáně.
Patrně díky tomuto setkání byl Klega nečekaně povýšen a vyznamenán. Habsburský následník trůnu neměl ani tušení, že mladý lékař tou dobou pomáhal fingováním zranění českým vojákům zběhnout k nepříteli. Klega se brzy na to sám Rusům na úpatí Karpat vzdal. S dalšími zajatými lékaři pak zamířil do Čeljabinsku, kde v místní vojenské nemocnici pečoval o zajaté krajany i ruské vojáky.
V létě 1916 ho zde jeden ze zajatců, básník a spisovatel Rudolf Medek, požádal o falešnou diagnózu, aby nebyl poslán dále na Sibiř, což by ztížilo jeho záměr vstoupit do československého revolučního vojska. Klega mu vyhověl a následně si i on podal do formujících se legií přihlášku. Do jejich řad byl však povolán až po bitvě u Zborova v červenci 1917. Zprvu sloužil u 5. čs. střeleckého pluku. Po zhlédnutí údernického výcviku ale požádal o přeložení k 1. údernému praporu, elitní jednotce postavené z fyzicky a morálně nejzdatnějších legionářů.

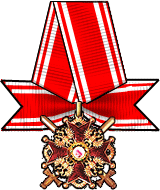
Ruský Řád Svatého Stanislava III. stupně s meči a stuhou, kterým byl Ludvík Klega vyznamenán za účast v bojích proti bolševikům r. 1918

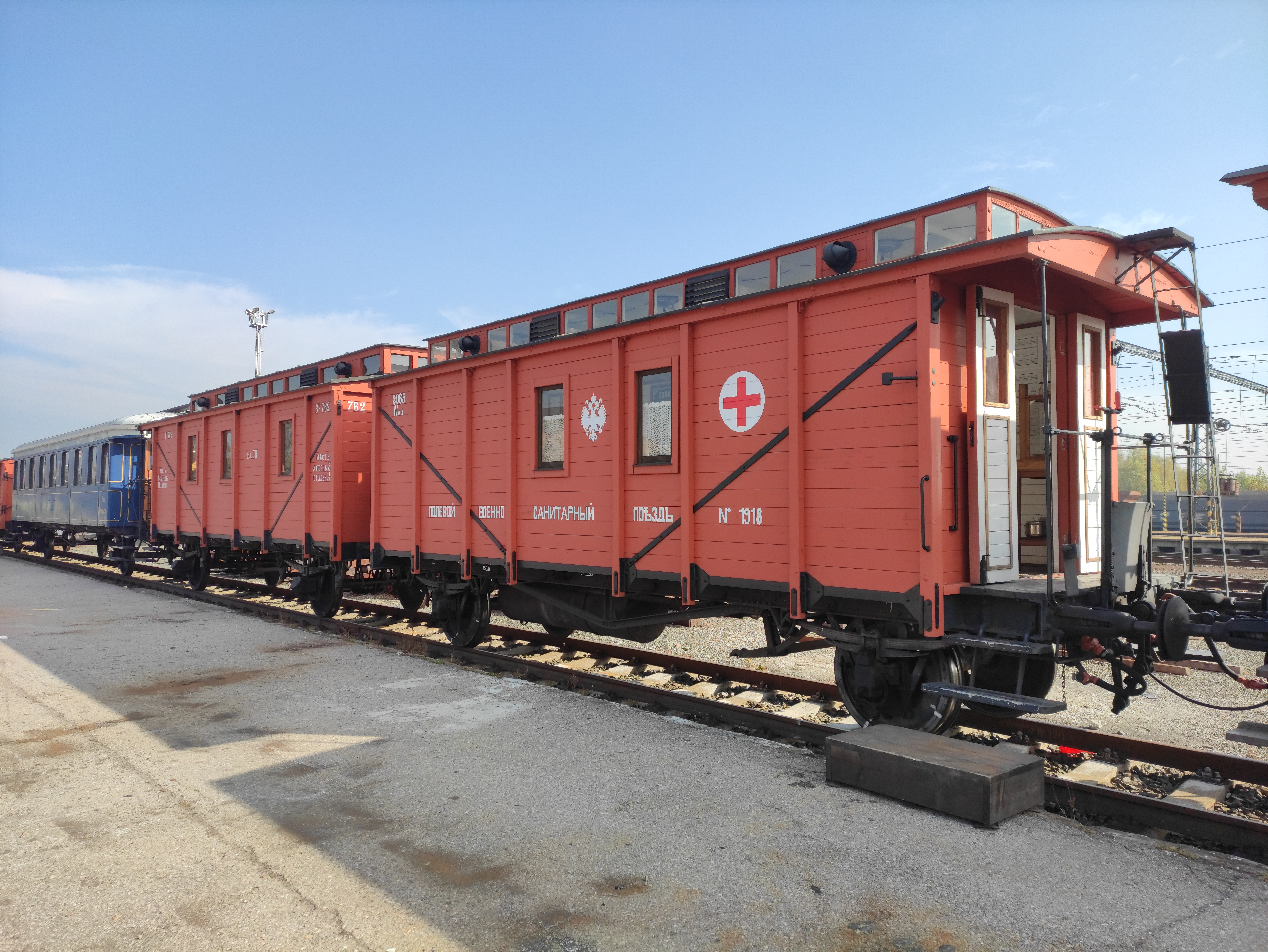
Replika nemocničního vagónu v soupravě tzv. Legiovlaku. V podobných vozech ošetřoval Ludvík Klega raněné z bojů, které legionáři sváděli v letech 1918-1919 s bolševiky podél Transsibiřské magistrály

V březnu 1918 již ošetřoval během přesunu po železnici první raněné z bojů u Bachmače. Ve vagónu, jenž sloužil jako ošetřovna, následně ukrýval zbraně, jejichž odevzdáním podmiňovali ruští bolševici další cestu na východ. Legionáři se nakonec rozhodli pokračovat "vlastním pořádkem" a Klega tak následoval úderníky do bojů s bolševiky podél Transsibiřské magistrály, o tunely krugobajkalské dráhy, vylodění v nepřátelském týlu na východním břehu Bajkalu i krvavé řeže při postupu na Nižnij Tagil na Urale. Toto angažmá, při němž opakovaně prokázal osobní statečnost, mu vyneslo vícero vyznamenání, včetně ruského Řádu Sv. Stanislava III. stupně.
Klegovy lékařské i organizační schopnosti posléze našly uplatnění při budování sborové zdravotní služby, kdy se podílel na sestavování sanitních vlaků nebo zakládání kamenných nemocnic. S nakažlivými nemocemi, které vojsko sužovaly, bojoval osvětou. Naposledy sloužil u evakuačního úřadu ve Vladivostoku, který vypravoval legionářské transporty do osvobozené vlasti. Na Klegu, jenž se mezitím stačil oženit, přišla řada až v létě roku 1920, kdy Rusko opustil na palubě parníku Huntsend.
Po návratu se rozhodl vrátit do rodného kraje, opustil slibnou vojenskou kariéru a otevřel si ordinaci ve Vítkovicích, kde platil za vyhledávaného odborníka a propagátora moderních medicínských metod. Mimo to se s velkým nasazením pustil do organizování legionářského hnutí i spolkového života na Ostravsku – stal se činovníkem župy i předsedou vítkovické jednoty Československého obce legionářské, vedl moravsko-ostravskou odbočku Svazu československého důstojnictva a starostoval vítkovické jednotě Sokola. Stál mimo jiné i za vznikem sokolského kina Bio Rekord, dnes sídla Divadla Mír.

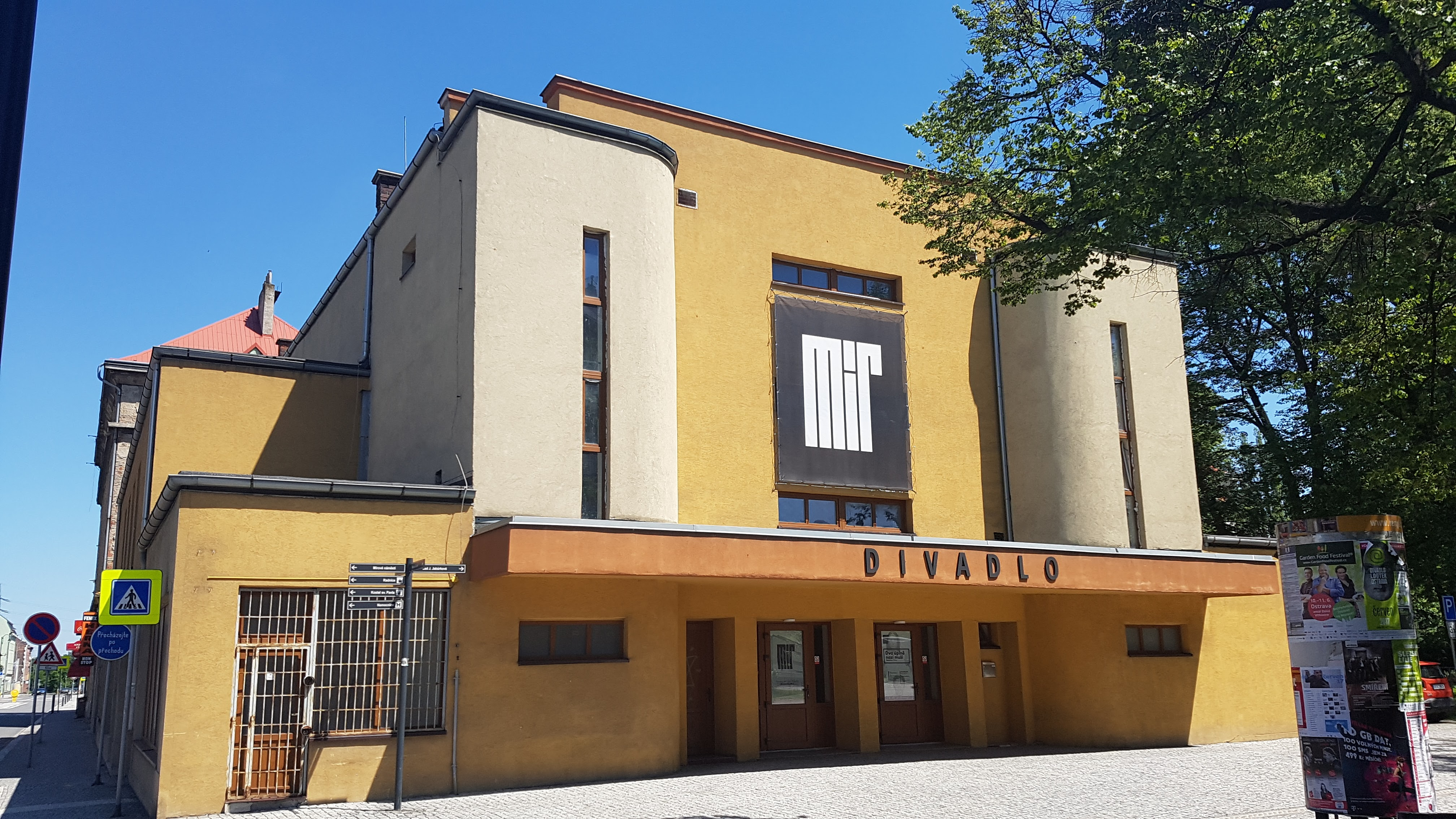
Vítkovické Divadlo Mír, někdejší sokolské kino Bio Rekord, za jehož vznikem na počátku 30. let stál coby starosta místní tělovýchovné jednoty Ludvík Klega.

Klegova činorodá práce skončila náhle 9. ledna 1933, kdy na následky prochladnutí po jedné z nesčetných cest za svými pacienty zemřel. Posledního rozloučení s vojenskými poctami se zúčastnily tisíce lidí ze širokého okolí. Nad rakví promluvil mezi jinými Klegův švagr a nejbližší přítel, spisovatel Vojtěch Martínek. Ostatky zemřelého byly nejprve uloženy v rodinné hrobce v Hrabůvce a po jejím zrušení v nedaleké Hrabové, kde spočívají dodnes. Ludvík Klega po sobě zanechal vdovu a syna Alexeje (Miroslava), pozdějšího hudebního skladatele, pedagoga a politika.

## Posmrtné připomínky

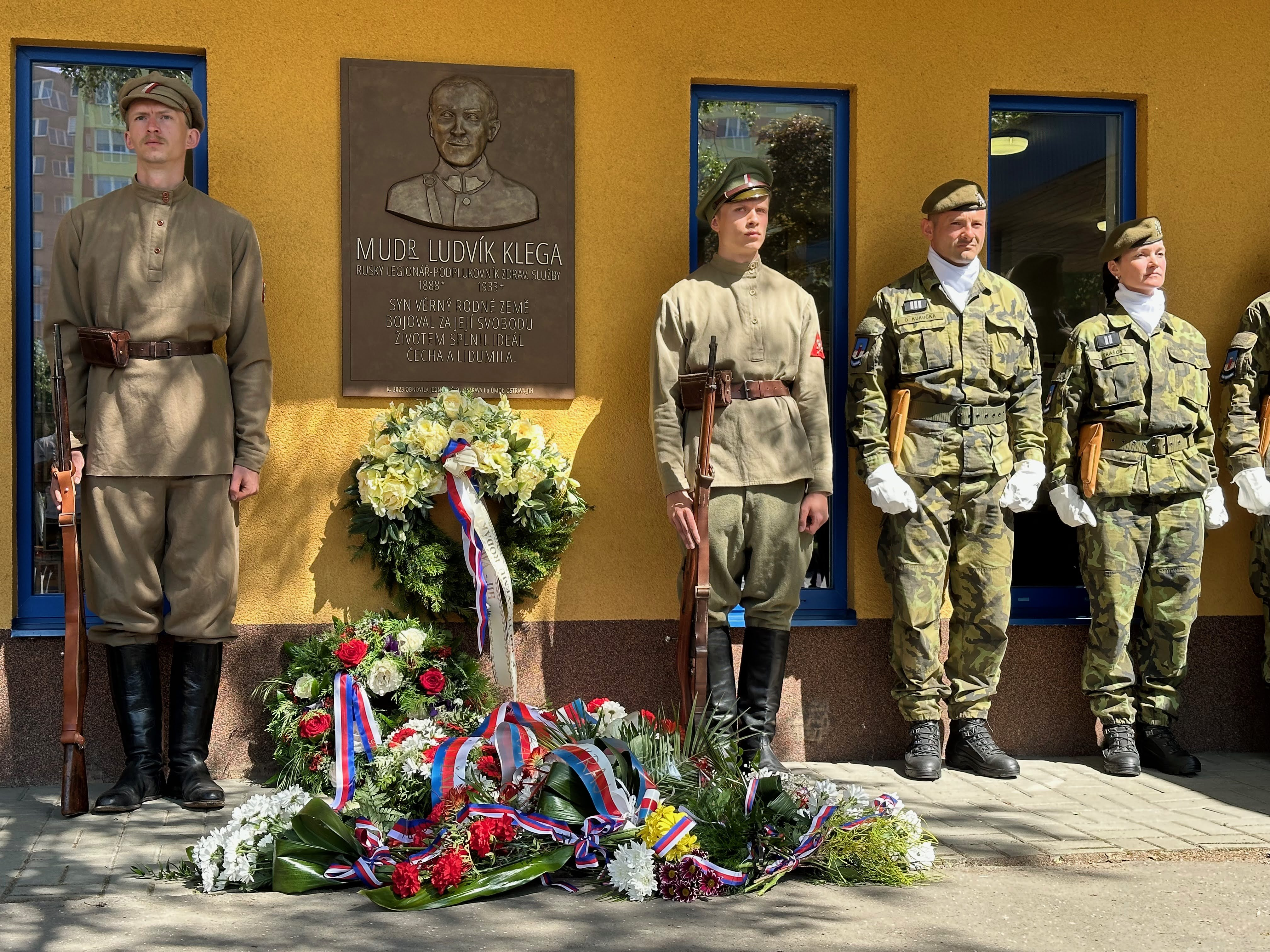
Pamětní deska Ludvíku Klegovi na budově ZŠ Emílie Lukášové a Klegova v Hrabůvce 31. května 2023, za jejímž obnovením stojí Jednota Čs. obce legionářské Ostrava I a městský obvod Ostrava-Jih

Dokladem úcty, jež se Klega u ostravské veřejnosti těšil, byla pamětní deska odhalená roku 1936. Na dům v Hrabůvce, kde prožil podstatnou část dětství, ji tehdy umístily spolky, v nichž se za svého života aktivně angažoval. Zatímco německou okupaci bronzová deska přečkala v úkrytu, během vlády komunistického režimu nenávratně zmizela i s domem, který musel ustoupit výstavbě nové Místecké ulice.
Na základě iniciativy Jednoty Československé obce legionářské Ostrava I, jež je následovnicí ostravských jednot meziválečné Československé obce legionářské, došlo dne 31. května 2023 v Hrabůvce díky podpoře Městského obvodu Ostrava-Jih ke slavnostnímu odhalení nové pamětní desky, a to na fasádě vestibulu školy nesoucí podle názvu ulice, na níž stojí, rodinné jméno Klegů – Základní školy MUDr. Emílie Lukášové a Klegova. Vzniklo tak místo, na kterém může být památka Ludvíka Klegy každoročně připomínána prostřednictvím pietních setkání školního žactva i široké veřejnosti.